# Kurisove, Berezivka
Kurisove (în ucraineană Курісове) este localitatea de reședință a comunei Kurisove din raionul Berezivka, regiunea Odesa, Ucraina. Anterior a purtat denumirea Petrivka.

## Demografie
Componența lingvistică a comunei Kurisove
     Ucraineană (89,88%)
     Rusă (8,11%)
     Bulgară (1,17%)
     Alte limbi (0,52%)
Conform recensământului din 2001, majoritatea populației comunei Kurisove era vorbitoare de ucraineană (89,88%), existând în minoritate și vorbitori de rusă (8,11%) și bulgară (1,17%).